# Arigomphus villosipes
Arigomphus villosipes – gatunek ważki z rodziny gadziogłówkowatych (Gomphidae). Występuje na terenie Ameryki Północnej.